# Thunder Force
Ne doit pas être confondu avec Thunder Force (film).
Thunder Force (サンダー フォース) est une série de jeux vidéo de type shoot'm'up mise au point par la société de logiciels japonais Technosoft. Les jeux sont connus par les amateurs du genre pour leur graphiques agréables, et les bandes sonores de musique à base de synthétiseur généralement bien composées.

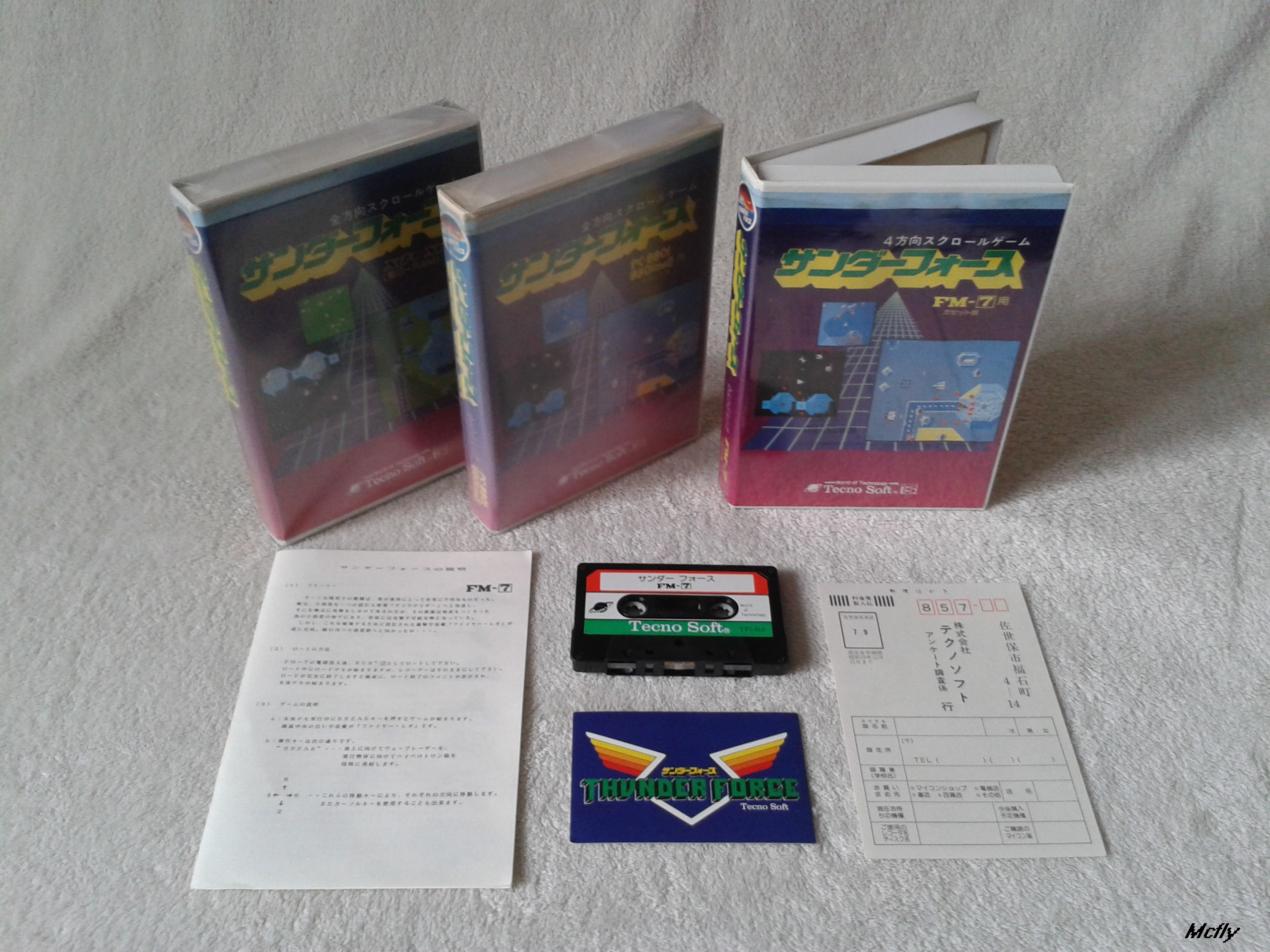

Le premier Thunder Force est apparu en 1983 sur une variété d'ordinateurs japonais, tels que le X1 Sharp, NEC PC-8801 mkII, et FM-7. Thunder Force II est apparu sur l'ordinateur Sharp X68000 puis sur la console Sega Mega Drive, où la série a gagné beaucoup de sa popularité. L'entrée la plus récente a été publiée sur PlayStation 2.

## Liste de jeux
Thunder Force, Thunder Force II, Thunder Force III, Thunder Force AC (portage de Thunder Force III pour la borne d'arcade), Thunder Spirits (remake de Thunder Force III pour la Super Nintendo), Thunder Force IV, Thunder Force V, Thunder Force VI